# غوردون لورينز
غوردون لورينز (بالإنجليزية: Gordon Lorenz)‏ هو كاتب أغاني ومنتج أسطوانات بريطاني، ولد في 4 مارس 1943، وتوفي في 5 يونيو 2011.

## وصلات خارجية
- غوردون لورينز على موقع ميوزك برينز (الإنجليزية)
- غوردون لورينز على موقع ديسكوغز (الإنجليزية)